# Монастеро (Мачерата)
Монастеро (итал. Monastero) насеље је у Италији у округу Мачерата, региону Марке.
Према процени из 2011. у насељу је живело 68 становника. Насеље се налази на надморској висини од 743 м.